# Hrvatska Kostajnica
Hrvatska Kostajnica (in tedesco, anticamente, Castanowitz, in italiano Costainizza) è una città della Croazia centrale, facente parte della regione di Sisak e della Moslavina. Conta 2 746 abitanti e si trova lungo il fiume Una al confine con la Bosnia ed Erzegovina di fronte alla città gemella di Bosanska Kostajnica.

## Popolazione
Gli abitanti di Hrvatska Kostajnica (che in croato significa "Kostajnica Croata", per differenziarsi dalla prospiciente Bosanska Kostajnica) si sono dichiarati in occasione del censimento del 2001 in maggioranza croati (77,02%) e in minoranza serbi (15,77%) e bosniaci (0,87%).
La composizione etnica della città è peraltro mutata drasticamente per effetto delle guerre jugoslave: secondo l'ultimo censimento jugoslavo, nel 1991 la popolazione del comune era prevalentemente serba (62,91%), per il 28,92% croata e per l'8,16% jugoslava. Va peraltro detto che nei decenni precedenti le percentuali etniche erano decisamente più equilibrate (croati e serbi oscillavano entrambi tra il 30% e il 50%).